# سيد درويش
السيد درويش البحر (17 مارس 1892 - 15 سبتمبر 1923)، مغني مصري وهو مجدد الموسيقى وباعث النهضة الموسيقية في مصر والوطن العربي، لقب بـ «فنان الشعب».
بدأ ينشد مع أصدقائه ألحان الشيخ سلامة حجازي والشيخ حسن الأزهري. التحق بالمعهد الديني بالإسكندرية عام 1905 ثم عمل في الغناء في المقاهي، سافر إلى الشام في نهاية عام 1908 وعاد عام 1912 وبدأت موهبته الفنية.
سافر سيد درويش إلى القاهرة وبزغ نجمه وقتها، فقام بالتلحين لكافة الفرق المسرحية أمثال فرقة نجيب الريحاني، جورج أبيض وعلي الكسار، وكون ثنائية فنية مع بديع خيري أنتجت العديد من أفضل الأغاني التراثية الخالدة، وتوفي في عام 1923م عن عمر يناهز 31 عام.

## بدايته الفنية
تزوج سيد درويش وهو في السادسة عشرة من العمر، وصار مسؤولا عن عائلة، فاشتغل مع الفرق الموسيقية، لكنه لم يوفّق، فاضطر أن يشتغل عامل بناء، وكان خلال العمل يرفع صوته بالغناء، مثيرا إعجاب العمال وأصحاب العمل، وتصادف وجود الأخوين أمين وسليم عطا الله، وهما من أشهر المشتغلين بالفن، في مقهى قريب من الموقع الذي كان يعمل به الشيخ سيد درويش، فاسترعى انتباههما ما في صوت هذا العامل من قدرة وجمال، واتفقا معه على أن يرافقهما في رحلة فنية إلى الشام في نهاية عام 1908.
عاد إلى الشام في عام 1912 وبقي هناك حتى عام 1914 حيث أتقن أصول العزف على العود وكتابة النوتة الموسيقية، فبدأت موهبته الموسيقية تتفجر، ولحن أول أدواره يا فؤادي ليه بتعشق. في عام 1917 انتقل سيد درويش إلى القاهرة، ومنذ ذلك الحين سطع نجمه وصار إنتاجه غزيرا، فقام بالتلحين لكافة الفرق المسرحية في عماد الدين أمثال فرقة نجيب الريحاني، جورج أبيض وعلي الكسار، حتى قامت ثورة 1919 فغنى قوم يا مصري.
أدخل سيد درويش في الموسيقى للمرة الأولى في مصر الغناء البوليفوني في أوبريت العشرة الطيبة وأوبريت شهرزاد والبروكة.
بلغ إنتاجه في حياته القصيرة من القوالب المختلفة العشرات من الأدوار وأربعين موشحا ومائة طقطوقة و 30 رواية مسرحية وأوبريت. في الفترة التي عمل فيها الشيخ سيد درويش على المسارح الرخيصة عرف أمرين لم يكن بهما سابق معرفة النساء وصياغة الألحان فالتعارف الأول طبيعي وأما التعارف الثاني فكان بحكم الموهبة المتأصلة في نفسه وروحه وكلاهما فطري بالنسبة لهذا الفنان، كما أن ألمهُ الكامن في نفسه كان السبب في أن يخرج إلى الوجود بلغته الفلسفية النغمية فيسحر بجمالها الألباب ويرقص النفوس، إنه ما كان يلحن أغنية حتى يرددها أفراد الشعب والراقصات اللواتي يقمن الأفراح والمسارح الغنائية وموسيقى الجيش والموسيقى الأهلية، إن السر في انتشار الشيخ سيد بين أفراد الشعب هوان لكل لحن قصة ومناسبة ولكل مناسبة أثرها العميق في نفس الشيخ سيد درويش المرهفة الحس، فأول أغنية لحنها كانت زوروني كل سنة مرة حرام تنسوني بالمرة وكانت مناسبة تأليفها أن امرأة كان يحبها قالت لهُ هذهِ العبارة (ابقى زورنا يا شيخ سيد ولو كل سنة مرة)، ولحن آخر كان وحيهُ أيضاً من امرأة غليظة الجسم اسمها جليلة أحبها حبا عظيما وغدت إلهامه في النظم والتلحين والغناء هجرته هذه المرأة وأخذت تتردد على صائغ في الإسكندرية وعمل لها الصائغ خلخالاً فغضب الشيخ سيد وفكر بالانتقام من حبيبته وعزوله وكان أول انتقام من نوعه على الطريقة الموسيقية الغنائية.

## ألحانه
لحن سيد أجمل أغانيه في مناسبة غرامية حرجة وكانت الأغنية من مقام حجاز كار، وقصة هذه الأغنية أنه بينما كان يعمل مغنياً على مسارح الإسكندرية أحب غانيتين الأولى اسمها فردوس والثانية اسمها رضوان فكان إذا تخاصم مع الأولى ذهب إلى الثانية والعكس بالعكس وصدف مرة أن هجرته الاثنتان معا وبقي مدة من الزمن يتلوى من ألم الهجران وفي إحدى لياليهِ بينما كان رأسه مليئا بما تعود عليه في بيئته ومحيطه من ألوان الخمور خطرت على بالهِ فردوس وهاج شوقه فقصد بيتها طالباً الصفح والسماح بالدخول عليها ولكنها أبت استقباله لعلاقتهِ مع عشيقته الثانية رضوان فأقسم الشيخ سيد أيمانا مغلظة بأنها صاحبة المقام الأول في قلبهِ وجوارحه ولكن فردوس أرادت البرهان بأن يغنيها أغنية لم يسبق أن قالها أحد قبله في غانية فأنشدها في الحال: يا ناس أنا مت في حبي وجم الملائكة يحاسبوني حدش كده قال وانتهت الأغنية بالبيت الأخير الذي كان لهُ شفيعا في دخول بيت فردوس فقال: قالوا لي أهو جنة رضوان واخترت أنا جنة فردوس.
اشتهر اسم سيد درويش وذاعت أغانيه حتى وصل إلى سمع رائد المسرح الغنائي المصري سلامة حجازي الذي حرص على زيارته في الإسكندرية والاستماع إليهِ شخصيا عام 1914، وأبدى الإعجاب بأسلوبهِ الفني في التلحين وتنبأ لهُ بمستقبلِِ كبير ثم عرض عليه الانتقال إلى العاصمة القاهرة للعمل معه، وفعلا ترك الإسكندرية واستمع جمهور القاهرة إليه لأول مرة كمطرب جديد بين الفصول المسرحية، لكن الجمهور الذي تعود على صوت سلامة حجازي كان استقبالهُ لهُ فاتراً مما جعل الشيخ سلامة يخاطب الجمهور دفاعاً عنه قائلا: هذا الفنان هو عبقري المستقبل لكن الشيخ سيد قد قرر أن ينهي المهمة ويعود إلى مدينتهِ في اليوم التالي.
في عام 1917 يعود سلامة حجازي إلى سيد درويش بعرض أقوى، وطلب منهُ تلحين رواية كاملة لفرقة جورج أبيض هي فيروز شاه، وعندها انتبه الجمهور لهُ ولموهبتهِ، وكذلك الفرق الأخرى إلى أن فنّاً جديدا قد أتى وأن الألحان أثمن من الرواية نفسها، وحرصت معظم الفرق على اجتذاب سيد درويش لتلحين رواياتها ثم أصبح في سنوات معدودة الملحن الأول في مصر متفوقا بذلك على الملحنين المخضرمين مثل كامل الخلعي وداود حسني وغيرهم.
وعلى الرغم من شهرتهِ فهنالك بعض الانتقادات الموجهة لهُ من قبل معاصريه بإن سيد درويش أقتبس بعضاً من ألحان الشيخ عثمان الموصلي ووضعها ضمن ألحانهِ وهو أمر لا يستبعد في كل ملحن مشهور أن توجه لهُ هذهِ العيوب.

## حفلاته

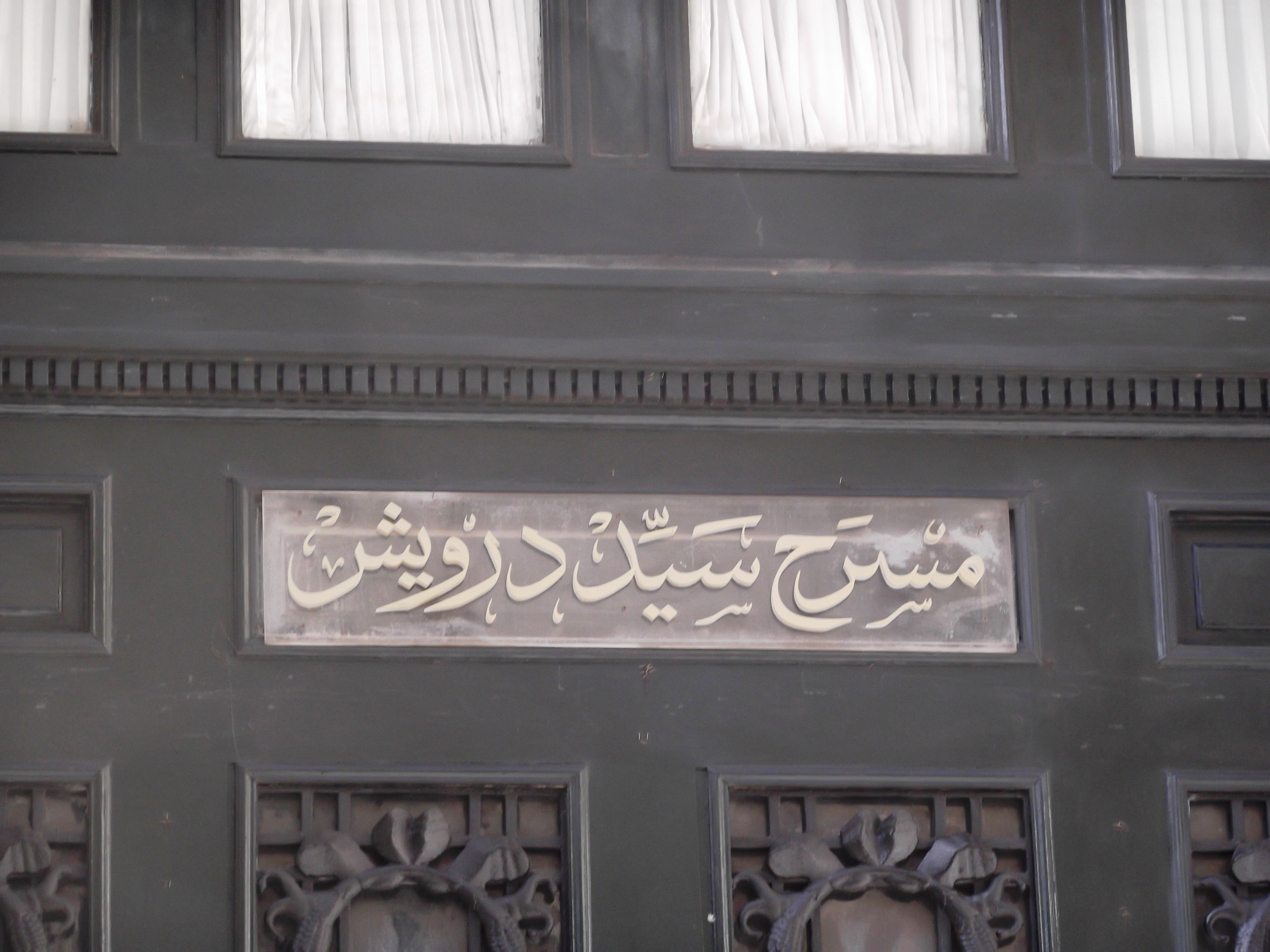
مسرح سيد درويش في الإسكندرية

إن أول حفلة أقامها الشيخ سيد في القاهرة كانت في مقهى الكونكورديا وحضر هذه الحفلة أكثر فناني القاهرة منهم الممثلون والمطربون وكان على رأسهم الياس نشاطي وإبراهيم سهالون الكمانجي وجميل عويس حتى وصل عدد الفنانين المستمعين أكثر من عدد الجمهور المستمع وفي هذه الحفلة قدم سيد دوره الذي أعده خصيصا لهذه الحفلة (الحبيب للهجر مايل) من مقام السازكار وفيه خرج عن الطريقة القديمة المألوفة في تلحين الأدوار من ناحية الآهات التي ترددها الجوقة وكانت غريبة على السمع المألوف ولذا انسحب أكثر الحاضرين لأنهم اعتقدوا أن هذه الموسيقى كافرة وأجنبية وان خطر الفن الجديد أخذ يهدد الفن العربي الأصيل وبالطبع ليس من فئة الفنانين المستمعين من  انسحب! لأنهم أدركوا عظمة الفن الجديد الذي أعده الشيخ سيد لمستقبل الغناء العربي واشترك الشيخ سيد مع الفرق التمثيلية ممثلا ومغنيا فعمل مع فرقة سليم عطا الله وسافر معها إلى سوريا ولبنان وفلسطين وكان لهذه الرحلة أثر كبير في اكتسابهِ أصول الموسيقى العربية إذ تتلمذ في حلب على الملا عثمان الموصلي العراقي ويقول الشيخ محمود مرسي إن الشيخ سيد عاد بعد هذه الرحلة أستاذا كبيرا في ميدان الموسيقى العربية. و قد اقتبس سيد درويش بعض من ألحان الملا عثمان الموصلي ولا شك إنه مصدر الكثير من الألحان التي لحنها.
سافر مرة ثانية مع فرقة جورج أبيض إلى بلاد الشام فأعاد الصلات الفنية بينه وبين موسيقييها واكتسب من أساتذتها ما افتقر إليهِ من ألوان المعرفة ولما عاد إلى القاهرة في هذه المرة رسم لنفسه خطة جديدة في ميدانه الغنائي والمسرحي فلحن معظم أدواره وموشحاته الخالدة التي عرفت الناس بمدرسته الإبداعية الجديدة ظهر للشيخ سيد أول دور بعد هذه الرحلة وكان مقام العجم يا فؤادي ليه بتعشق وكان مقتبسا من موشح حلبي قديم مقام العجم أيضا أخذه الشيخ سيد عن الشيخ عثمان الموصلي ولكنه لم يستطع في بادئ الأمر أن ينسبه إلى نفسه وإنما نسبه إلى إبراهيم القباني وأما اشتهر الشيخ سيد في تلحين الأدوار بين الناس عاد ونسبه إلى نفسه وينسب إلى الشيخ سيد عشرة أدوار وخمسة عشر موشحا وأوبريت وطقاطيق وأهازيج وأناشيد حاسبة وغيرها.
أما الأدوار فهي:
| #  | اسم الدور             | المقام      |
| -- | --------------------- | ----------- |
| 1  | يا فؤادي ليه بتعشق    | العجم       |
| 2  | يللي قوامك يعجبني     | التكريز     |
| 3  | في شرع مين            | الزنجران    |
| 4  | الحبيب للهجر مايل     | سازكار      |
| 5  | ضيعت مستقبل حياتي     | الشورى      |
| 6  | أنا عشقت              | الحجاز كار  |
| 7  | أنا هويته وانتهيت     | الكرد       |
| 8  | عشقت حسنك             | البستة نكار |
| 9  | يوم تركت الحب         | الهزام      |
| 10 | عواطفك دي أشهر من نار | نوأثر       |

أما ألحانه من الموشحات فكانت:
| #  | اسم الموشح                | المقام       |
| -- | ------------------------- | ------------ |
| 1  | يا ترى بعد البعاد         | الراست       |
| 2  | يا صاحب السحر الحلال      | الحجاز كار   |
| 3  | يا حمام الأيك             | النوا أثر    |
| 4  | يا عذيب المرشف            | الراست       |
| 5  | يا شادي الألحان           | الراست       |
| 6  | العذارى المائسات          | الراست       |
| 7  | يا غصين البان حرت في أمري | الحجاز       |
| 8  | حبي دعاني للوصال          | الشورى       |
| 9  | طف يادري                  | حجازكار كردي |
| 10 | منيتي عز اصطباري          | نهاوند       |
| 11 | سل فينا اللحظ هنديا       | الحجاز       |
| 12 | كلما رمت ارتشافاً          | راست         |
| 13 | يا بهجة الروح             | الكرد        |
| 14 | نما دمعي من عيوني ونما    | الحجاز       |
| 15 | صحت وجدا                  | راست         |

هذه الموشحات والأدوار اشتهرت شهرة كبيرة في سائر البلاد العربية وأصبحت المادة الثقافية الفنية لكل فنان ومتفنن وأصبح قياس المعرفة الموسيقية هو حفظ الحان الشيخ سيد وأدواره وموشحاته وأهازيجه ويقال أن الشيخ سيد أوجد نغمة الزنجران هذا إذا لم تكن هذه التسمية مأخوذة من النغمة العربية القديمة التي وردت في كتاب الأدوار صفي الدين الأرموي والمعروفة باسم زنكلاه هذه النغمة من النغمات المركبة وتتألف من ثلاث نغمات هي العجم والجهار كار والحجاز كار بشكل مترابط واعتقد أن هذا الترابط الذي يشبه الزنجير أعطى لهذه النغمة هذه التسمية.

## سيد درويش مع الأوبرا والأغاني الوطنية
اقتبس من أقوال الزعيم مصطفى كامل بعض عباراتهِ وجعل منها مطلعا للنشيد الوطني:
بلادي بلادي بلادي لك حبي وفؤادي
ولحن أيضا نشيدا وطنيا من نظم مصطفى صادق الرافعي ومطلعه:
بني مصر مكانكم تهيأ فهيا مهدوا للملك هيا خذوا شمس النهار حليا
كما لحن في مناسبة أخرى أناشيد وطنية قال فيها:
وأنشد في جماعة من المتظاهرين ضد الاحتلال الإنكليزي هذا النشيد محمسا إياهم قال:
وعالج سيد في أغانيه الموضوع الاجتماعي في غلاء المعيشة والسوق السوداء فقال:
استعجبوا يا أفندية ليتر الكاز بروبية
وهكذا نجد أن سيد استطاع أن يدرك ويلمس سائر الأمراض الاجتماعية وأن يسهم في الميدان الوطني إسهاما كبيرا فكانت أغانيهِ الوطنية يغنيها الشعب بكل حواسه وقلبه ومشاعره.

## تأثيره
لم يكن أثر سيد درويش في ميدان التمثيل والأوبريت العربية بأقل من أثرهِ في ميدان الموسيقى والموشح والدور والطقطوقة والمونولوج الشعبي والأناشيد الوطنية وغيرها من ألوان الغناء العربي في شتى مواضيعه فقد أضاف إلى هذه المآثر مأثرة جديدة وهي التلحين خلال الأوبريت ومنها أوبريت شهرزاد، التي ظهرت للمرة الأولى أواخر عام 1920، وأوائل عام 1921، وكان انقلابها بدء انقلاب جديد في عالم الموسيقى العربية والألحان المسرحية كما لحن أوبريت العشرة الطيبة حيث ألف هذه الأوبريت محمد تيمور ونظم أغانيها بديع خيري.
ولقد ألف نجيب الريحاني فرقة تمثيل خاصة برآسة عزيز عيد لإخراجها وكلف سيد درويش بتلحين محاوراتها وأغانيها ولحن أوبريت البروكة وهذه التسمية هي اصطلاح فني يقصد به الشعر المستعار الذي يضعه الممثلون على رؤوسهم والرواية معربة عن أوبرا لاما سكوت لأروان ولحن أوبريت «كليوباترة وانطونيو» اقتبس هذه الأوبرا للمسرح العربي الأستاذان سليم نخلة ويونس القاضي وقدماها للسيدة منيرة المهدية التي قدمتها بدورها لسيد درويش لوضع موسيقاها ولكنه لم يلحن منها إلا الفصل الأول وقد حاول إتمام تلحينها في فصليها الثاني والثالث الأستاذ محمد عبد الوهاب.
الخلاصة أن سيد درويش وضع ألحانا لعدد ليس بقليل من من الأوبربت التي بلغ عددها العشرين، ومنها تلك التي لحنها لفرقة نجيب الريحاني وهي ولو وإش ورن وقولوا له وفشر ولحن لفرقة علي الكسار راحت عليك ولسه وأم أربعة وأربعين والبربري في الجيش والهلال وجزء من أوبريت الانتخابات ولحن لفرقة منيرة المهدية كلها يومين والفصل الأول من أوبريت كليوباترا وأنطونيو ولحن لأولاد عكاشة الدرة اليتيمة وهدى وعبد الرحمن الناصر وإذا اعتبرنا أن في كل أوبريت عشرة ألحان فتكون مجموع ألحان الشيخ سيد في العشرين أوبريت حوالي مائتا لحن هذا بالإضافة إلى الأدوار والموشحات والأناشيد الوطنية والمونولوجات وغيرها من الألحان والأهازيج التي قدمها الشيخ سيد للموسيقى العربية.
لقد كان هدف الموسيقى المصرية قبل سيد درويش الطرب فقط ولكنهُ جعل منها رسالة أكبر وهي استخدام هذا الفن في الجهاد الوطني والإصلاح الاجتماعي هذا بالإضافة إلى ناحية التطريب في الموسيقى والغناء العربي، غير أن الطريقة التي سار عليها الشيخ سيد في ألحانه للأوبرا كانت منهجية صحيحة، وكأنه متخرج من أرفع المعاهد الموسيقية فكان يتلوا النص الشعري أولا ليتفهم معانيه فهما دقيقا ثم يعيش في بيئتهِ ويعاشر أبطاله ثم يأخذ في إلقاء النص الشعري إلقاءً تمثيلياً يناسب عباراته ومعانيه كأنه ممثلا على خشبة المسرح.
وبعد ذلك يأخذ في إلباسهِ ثوبهِ الموسيقي الذي يناسبه ويقول سيد أن الموسيقى لغة عالمية ونحن نخطئ عندما نحاول أن نصبغها بصبغة محلية يجب أن يستمع الرجل اليوناني والرجل الفرنسي والرجل الذي يعيش في غابات أواسط أفريقيا إلى أي موسيقى عالمية فيفهم موضوع الموسيقى ويتصور معانيه ويدرك ألغازه، لذلك فقد قررت أن ألحن البروكة على هذا الأساس وسأعطيها الجو الذي يناسب وضعها والذي رسمه لها المؤلف، سأضع لها موسيقى يفهمها العالم كله.
تجددت الروح في الطابع الأصيل للمزاج المصري وما زال النشيد الوطني المصري (بلادي بلادي) الذي لحنه في مطلع القرن العشرين هو النشيد القومي لمصر اليوم والمصريون يفتخرون بذلك.

## وفاته أم مقتله
توفي الفنان سيد درويش يوم 15 أيلول /سبتمبر من عام 1923 (وهناك روايات كثيرة عن سبب وفاته ومنها أنه توفي بسبب جرعة زائدة من المخدرات ولكن أحفاده نفوا تلك الرواية مستندين على خطاب بخط يده يقول فيه لصديقه أنه أقلع عن السهر وكل ما يصاحبه وينصح صديقه بالتخلي عنهم واستندوا فيها أيضا على ما تم ذكره في مذكرات بديع خيري أن الفنان سيد درويش أقلع عن المخدرات ويظهر ذلك جليا في أغانيه التي تنصح الشعب بالابتعاد عن المخدرات أما الرواية الأخرى المؤكدة بالأدلة أن سبب الوفاة هو تسمم مدبر من قبل الإنجليز أو الملك فؤاد [بحاجة لمصدر] وبسبب أغاني سيد درويش التي تحث الشعب على الثورة. وتوفي وهو لهُ من العمر إحدى وثلاثون سنة.

## سيد درويش في الأعمال الفنية
كانت شخصيتهُ لها دور بعدد من الأفلام والمسلسلات منها:
- فيلم سيد درويش وقام بدور سيد درويش كرم مطاوع.
- مسلسل أهل الهوى وقام بدور سيد درويش حفيده إيمان البحر درويش.
- مسرحية سيد درويش إخراج محمد توفيق وقام بدور سيد درويش (محمد نوح).
- مسلسل (أهو ده اللي صار).
- مسلسل ( الضاحك الباكي) (عن قصة حياة نجيب الريحاني).

## روابط خارجية
- سيد درويش على موقع IMDb (الإنجليزية)
- سيد درويش على موقع الموسوعة البريطانية (الإنجليزية)
- سيد درويش على موقع ميوزك برينز (الإنجليزية)